# Bulbophyllum malachadenia
Bulbophyllum malachadenia är en orkidéart som beskrevs av Célestin Alfred Cogniaux. Bulbophyllum malachadenia ingår i släktet Bulbophyllum och familjen orkidéer. Inga underarter finns listade i Catalogue of Life.